# NGC 1239
NGC 1239 je galaksija u zviježđu Eridan.

## Vanjske poveznice
- SEDS: NGC 1239